# Uso humano de los animales

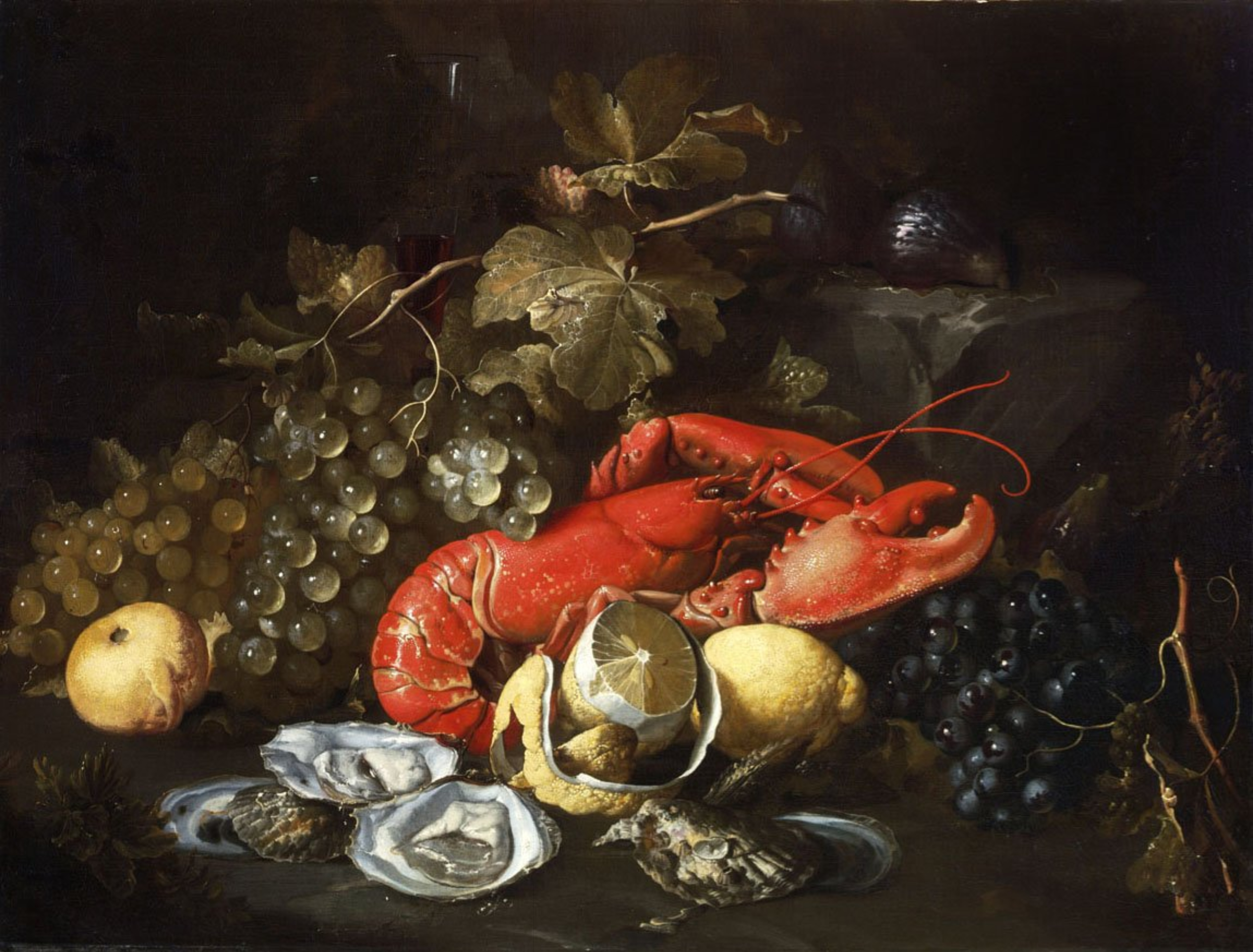
Uso simbólico: Bodegón con Langosta y Ostras de Alexander Coosemans, c. 1660

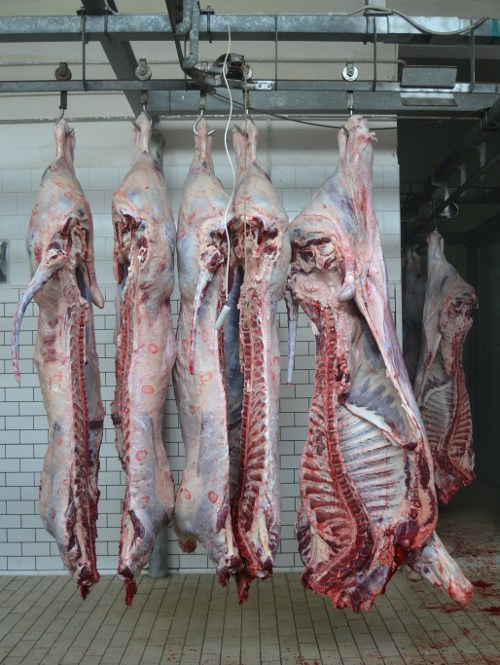
Uso práctico: canal de ganado en un matadero

El uso humano de los animales incluye tanto usos prácticos, como la producción de alimentos y vestimenta, usos simbólicos, como en el arte, la literatura, la mitología y la religion. Todos estos son elementos de la cultura, entendida en un sentido amplio. Los animales utilizados de estas maneras incluyen peces, crustáceos, insectos, moluscos, mamíferos y aves.
Económicamente, los animales proporcionan carne, ya sea de cría o cazada y hasta la llegada del transporte mecanizado, los mamíferos terrestres proporcionaban una gran parte de la energía utilizada para el trabajo y el transporte. Los animales sirven como modelos en la investigación biológica como la genética y en los ensayos de medicamentos.
Muchas especies se mantienen como mascotas, siendo las más populares los mamíferos, especialmente perros y gatos. Estos a menudo son antropomorfizados.
Animales como caballos y ciervos están entre los primeros sujetos del arte, encontrados en las pinturas rupestres del Paleolítico Superior como en Lascaux. Grandes artistas como Albrecht Dürer, George Stubbs y Edwin Landseer son conocidos por sus retratos de animales. Los animales desempeñan además una amplia variedad de roles en la literatura, el cine, la mitología y la religión.

## Contexto
La cultura consiste en el comportamiento social y las normas que se encuentran en las sociedades humanas y se transmiten a través del aprendizaje social.Todos los universales culturales de las sociedades humanas incluyen formas expresivas como el arte, la música, la danza, el ritual, la religión y las tecnologías como el uso de herramientas, la cocina, el refugio y la ropa. El concepto de cultura material abarca expresiones físicas como la tecnología, la arquitectura y el arte, mientras que la cultura inmaterial incluye principios de organización social, mitología, filosofía, literatura y ciencia. La antropología ha estudiado tradicionalmente los roles de los animales no humanos en la cultura humana de dos maneras opuestas, como recursos físicos que los humanos utilizaban y como símbolos o conceptos a través del totemismo y el animismo. Más recientemente, los antropólogos también han visto a otros animales como participantes en las interacciones sociales humanas. Este artículo describe los roles que desempeñan otros animales en la cultura humana, así definida, tanto prácticos como simbólicos.

## Usos prácticos

### Como alimento

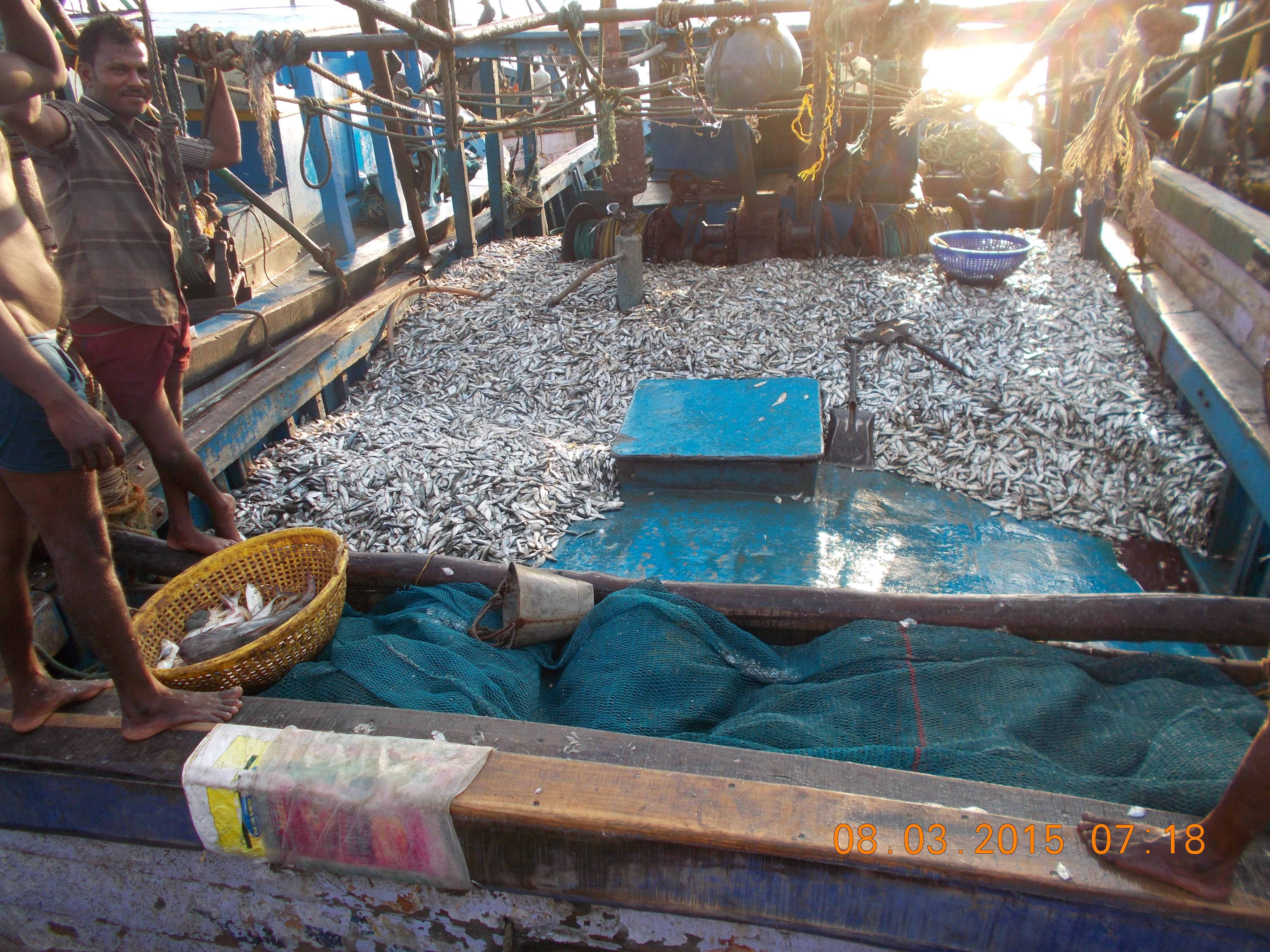
Barco pesquero tradicional lleno de sardinas, India

La población humana explota un gran número de especies animales no humanas para su alimentación, tanto de especies domesticadas en la ganadería como, principalmente en el mar, mediante la caza de especies silvestres.
Los peces marinos de muchas especies, como arenque, bacalao, atún, caballa y anchoa, son capturados y sacrificados comercialmente y pueden formar una parte importante de la dieta humana, incluyendo proteínas y ácidos grasos. Las piscifactorías comerciales se concentran en un menor número de especies, incluyendo salmón y carpa.
Los invertebrados, incluyendo cefalópodos como calamar y pulpo; crustáceos como langostinos, cangrejos y langostas; moluscos bivalvos o gasterópodos como almejas, ostras, berberechos y bígaros son todos cazados o criados para alimento.
Los mamíferos no humanos forman una gran parte del ganado criado para carne en todo el mundo. En 2011 había unos 1.400 millones de ganado vacuno, 1.200 millones de ovejas, 1.000 millones de cerdo domésticos y en el año 1985 más de 700 millones de conejos.

### Para vestimenta y textiles
Los textiles, desde los más utilitarios hasta los más lujosos, a menudo se fabrican con fibras animales no humanas como lana, pelo de camello, angora, cachemira y mohair. Los cazador-recolectores han utilizado tendones de animales como cuerdas y ataduras. El cuero de vacas, cerdos y otras especies se usa ampliamente para hacer zapatos, bolsos, cinturones y muchos otros artículos. Otros animales han sido cazados y criados por su piel, para hacer artículos como abrigos y sombreros, que van desde simplemente cálidos y prácticos hasta los más elegantes y caros. Las serpientes y otros reptiles se comercializan en decenas de miles cada año para satisfacer la demanda de cuero exótico; parte de este comercio es legal y sostenible, parte es ilegal e insostenible, pero para muchas especies no hay datos suficientes para determinarlo de una u otra manera.

Los tintes, incluyendo carmín (cochinilla), goma laca, y kermes se han fabricado a partir de cuerpos de insectos. En la época clásica, la púrpura de Tiro se obtenía de caracoles marinos como Stramonita haemastoma (Muricidae) para la vestimenta de la realeza, como registraron Aristóteles y Plinio el Viejo.

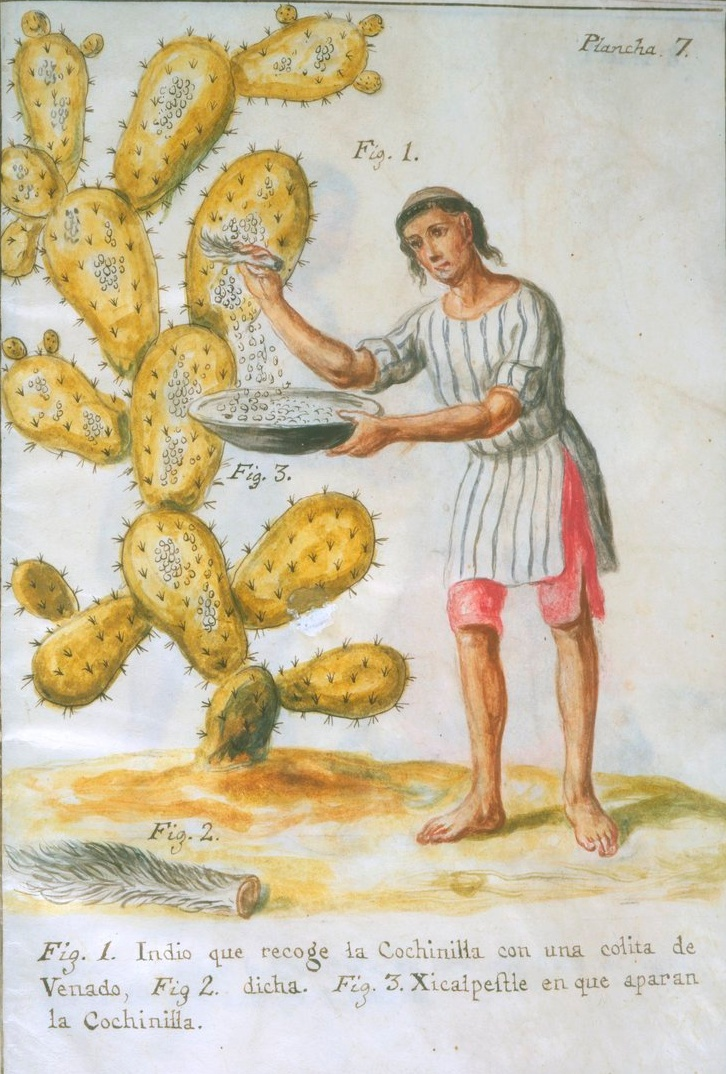
Colorante animal: cochinilla recolectada de una tuna, año 1777
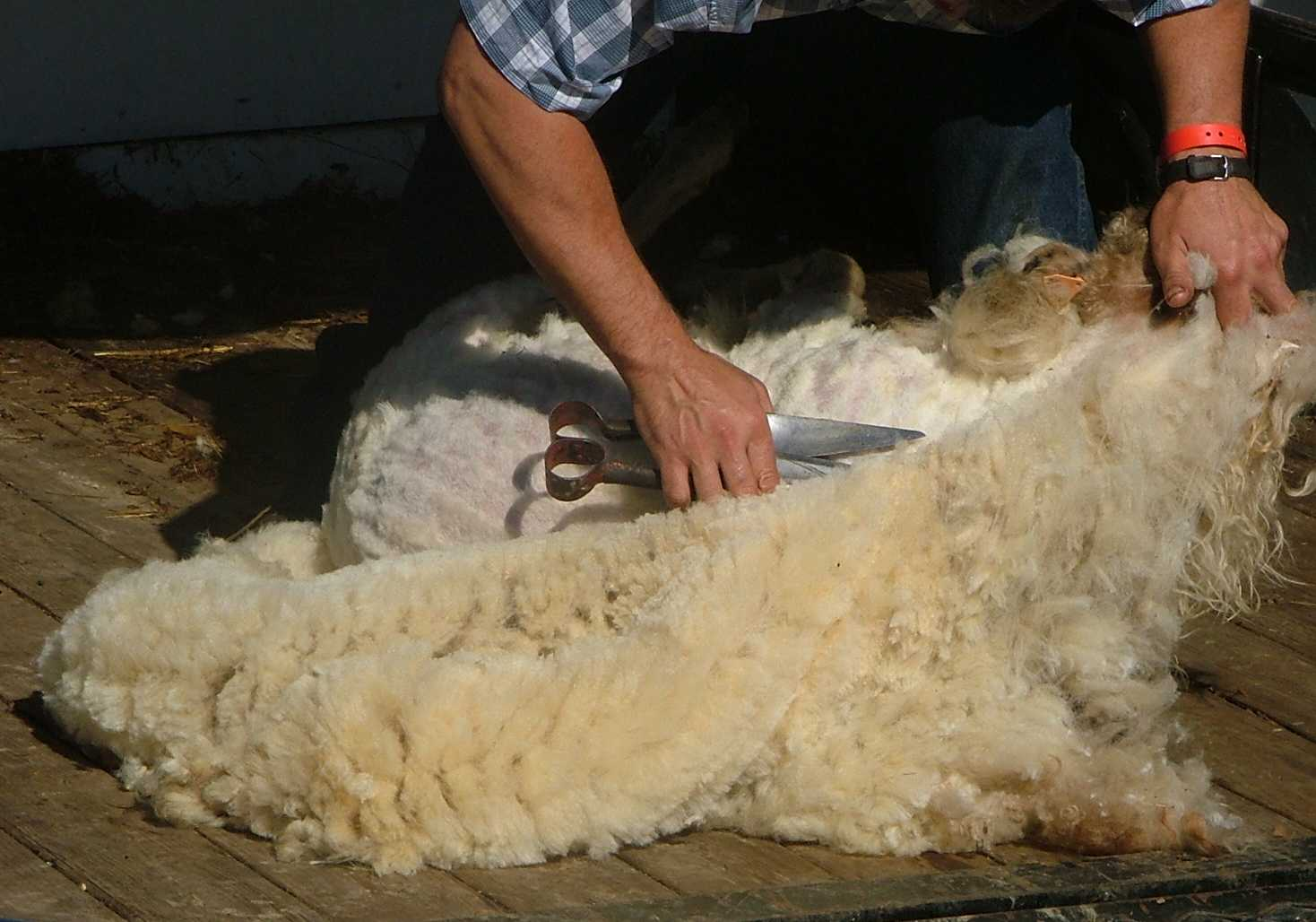
Esquilado de la lana de una oveja con tijeras de cuchillas tradicionales

### Para trabajo y transporte

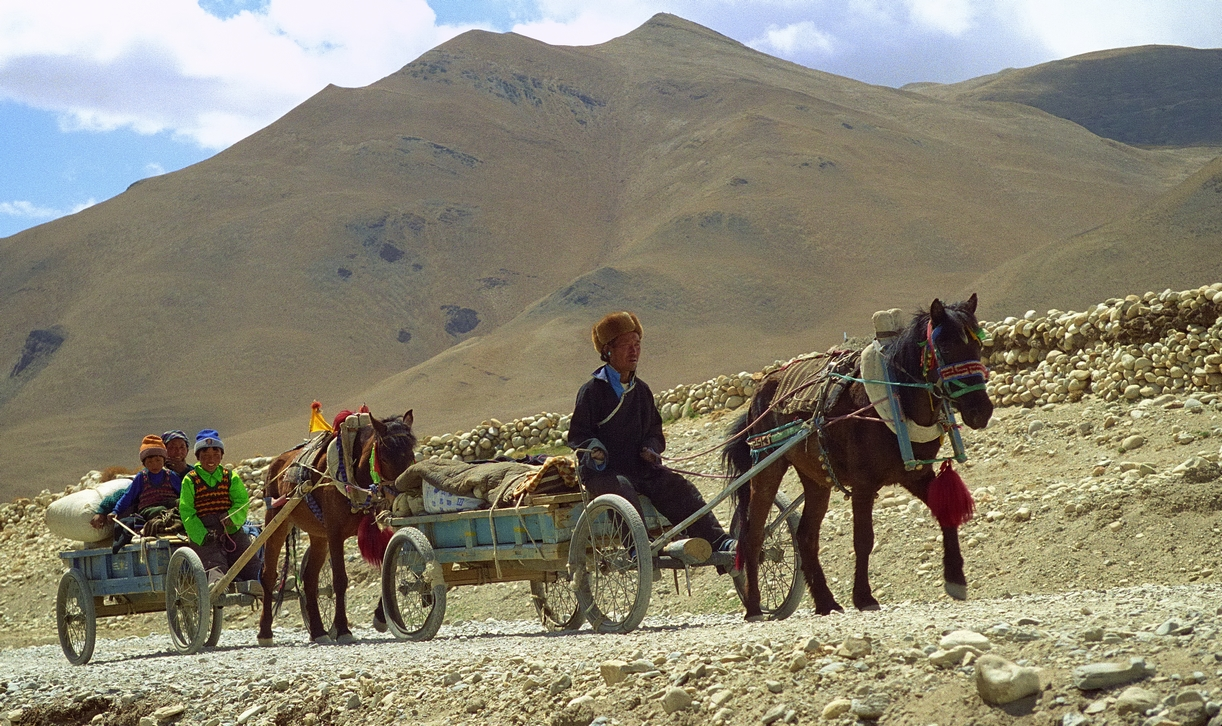
Caballos tirando de carros en Tíbet

Los animales domésticos de trabajo, incluidos el ganado, los caballos, yaks, camellos y los elefantes, se han utilizado para el trabajo y el transporte desde los orígenes de la agricultura, disminuyendo su número con la llegada del transporte mecanizado y la maquinaria agrícola. En 2004, aún proporcionaban alrededor del 80% de la energía para las granjas pequeñas principalmente en el tercer mundo y aproximadamente el 20% del transporte mundial, nuevamente principalmente en áreas rurales. En regiones montañosas no aptas para vehículos con ruedas, los animal de carga continúan transportando mercancías.
La policía, el ejército y el personal de inmigración y aduanas utilizan perros y caballos para realizar diversas tareas que no pueden hacer los humanos. En algunos casos, se han utilizado ratas inteligentes.

### En la ciencia

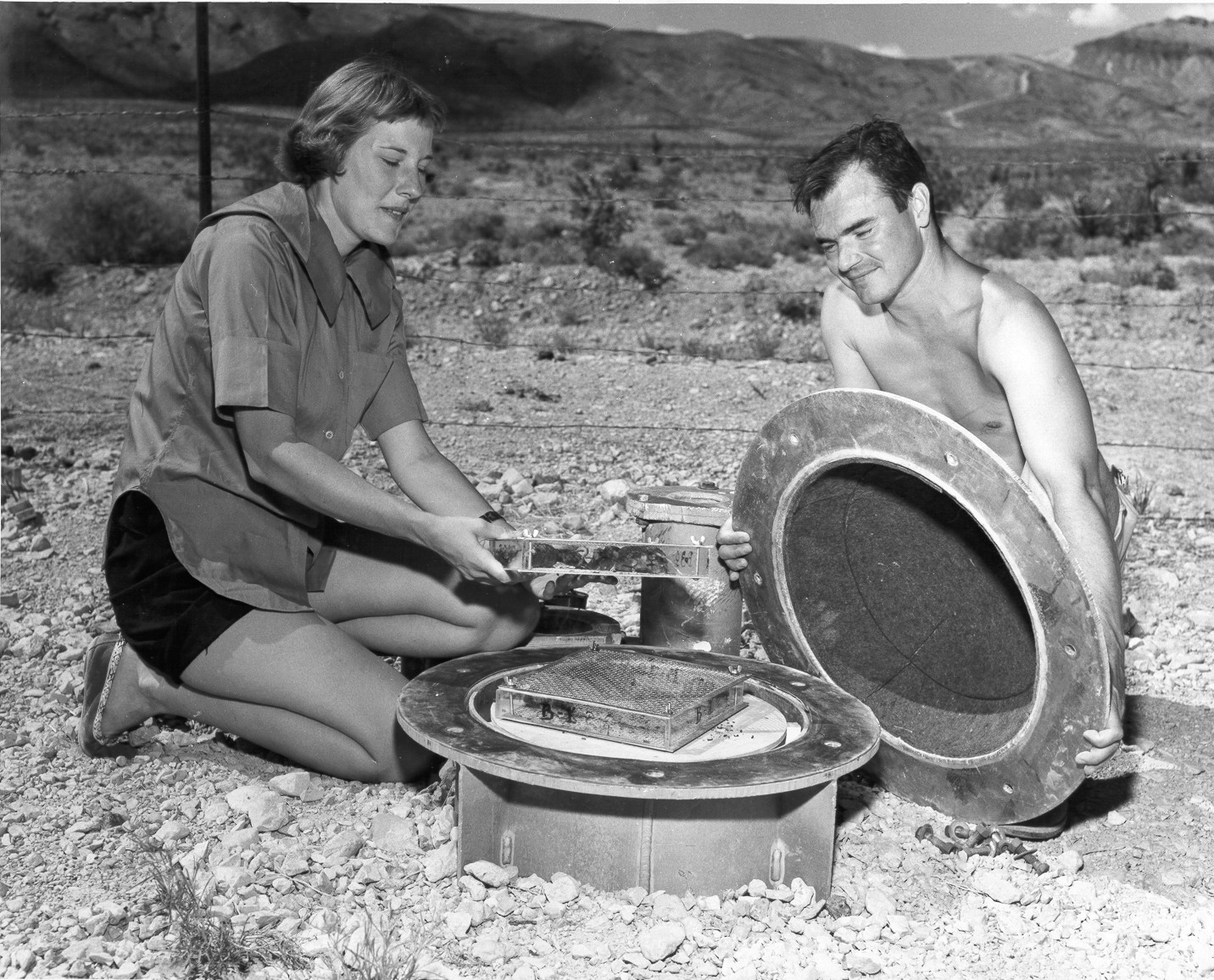
Ratones de laboratorio preparados para una prueba de radiación en Los Álamos en 1957

Animales como la mosca de la fruta Drosophila melanogaster, el pez cebra, la gallina y el ratón doméstico, desempeñan un papel importante en la ciencia como modelos experimentales, siendo utilizados tanto en la investigación biológica fundamental y en genética, como en el desarrollo de nuevos medicamentos, que deben ser probados exhaustivamente para demostrar su seguridad. Millones de mamíferos no humanos, especialmente ratones y ratas, se utilizan en experimentos cada año.
Un ratón knockout es un ratón modificado genéticamente con un gen inactivado, sustituido o interrumpido por un fragmento artificial de ADN. Permiten el estudio de genes secuenciados cuyas funciones son desconocidas.

### En la medicina

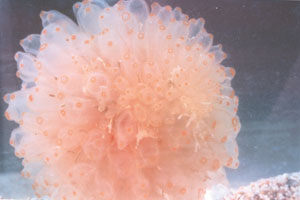
El tunicado Ecteinascidia turbinata produce el medicamento anticancerígeno Yondelis.

Las vacunas se han fabricado utilizando otros animales desde su descubrimiento por Edward Jenner en el siglo XVIII. Él notó que la inoculación con viruela bovina viva ofrecía protección contra la más peligrosa viruela. En el siglo XIX, Louis Pasteur desarrolló una vacuna atenuada (debilitada) para la rabia. En el siglo XX, las vacunas para las enfermedades virales paperas y poliomielitis se desarrollaron utilizando células animales cultivadas in vitro.
Una variedad creciente de medicamentos se basa en toxinas y otras moléculas de origen animal. El medicamento anticancerígeno Yondelis fue aislado del tunicado Ecteinascidia turbinata. Una de las docenas de toxinas producidas por el caracol cónico depredador Conus geographus se usa como analgésico para el alivio del dolor.
Diferentes animales ayudan, sin querer, a los humanos a crear medicamentos que pueden tratar ciertas enfermedades humanas. Por ejemplo, las propiedades anticoagulantes del veneno de serpiente son clave para su uso médico potencial. Estas toxinas pueden usarse para tratar enfermedades cardíacas, embolias pulmonares y muchas otras enfermedades, todas las cuales pueden originarse a partir de coágulos sanguíneos.

### En la caza
Los animales no humanos y los productos fabricados a partir de ellos, se utilizan para asistir en la caza. Los humanos han utilizado perros de caza para ayudar a perseguir animales como ciervos, lobos y zorros; aves de presa desde águilas hasta pequeños halcones se utilizan en la cetrería, cazando aves o mamíferos y los cormoránes atados han sido utilizados para capturar peces.

Las ranas venenosas Dendrobatidae, especialmente las del género Phyllobates, secretan toxinas como Pumiliotoxina 251D y Alopumiliotoxina 267A lo suficientemente potentes como para ser usadas para envenenar las puntas de dardos de cerbatana. 

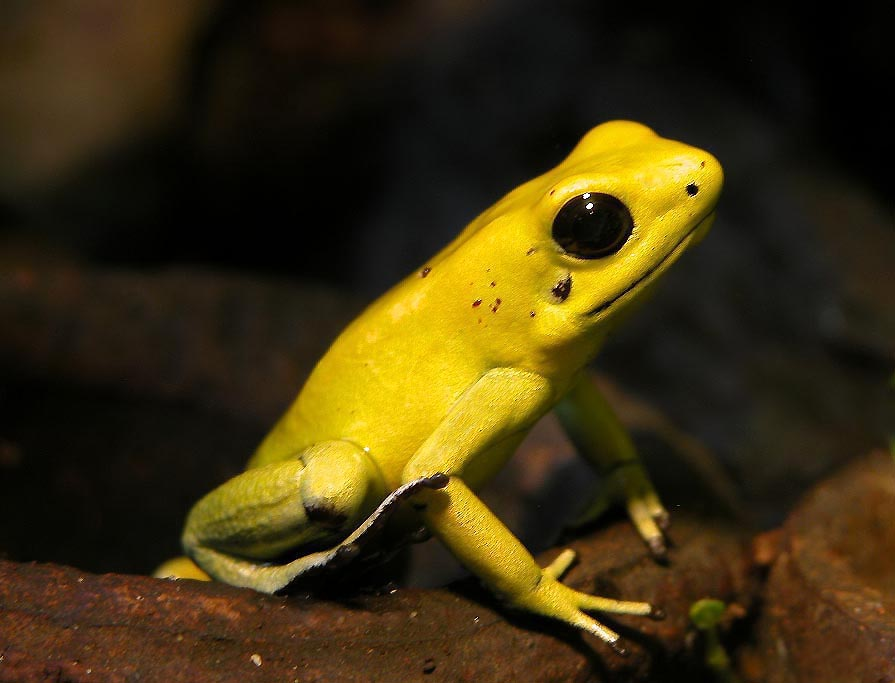
La rana venenosa, Phyllobates terribilis, segrega toxinas lo bastante potentes como para utilizarlas en la punta de los dardos de cerbatana.
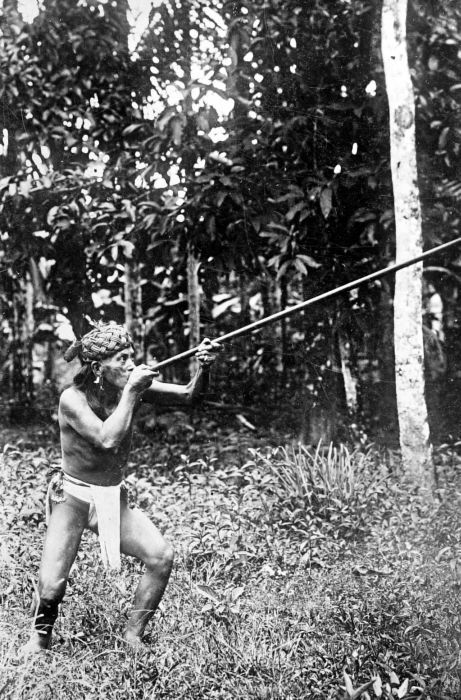
Hombre dayak cazando con cerbatana

### Como mascotas

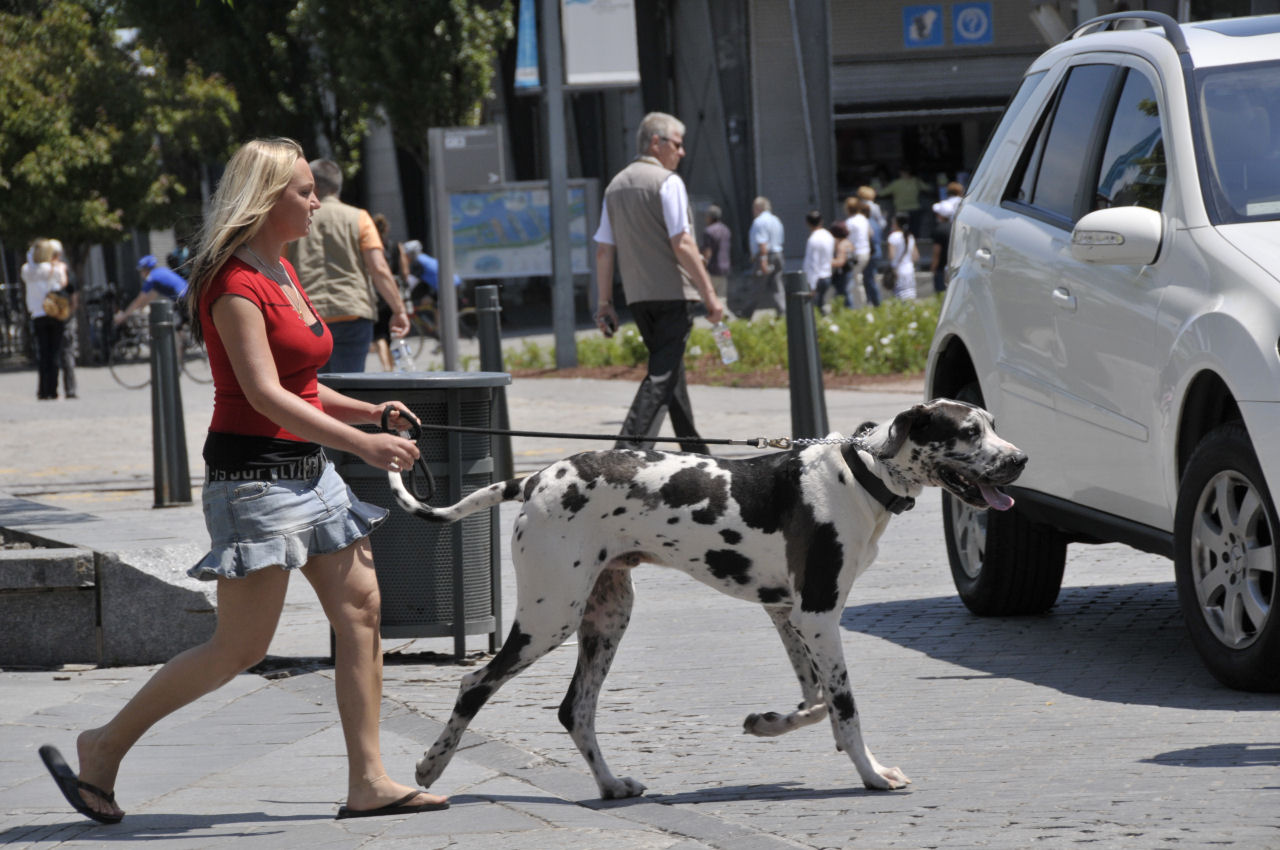
Un perro como mascota

Una amplia variedad de animales se utilizan como mascotas, desde invertebrados como tarántulas y pulpos, insectos incluyendo mantis religiosas, reptiles como serpientes y camaleones y aves incluyendo canarios, periquitos y loros. Sin embargo, los mamíferos no humanos son las mascotas más populares en el mundo occidental, siendo las especies más utilizadas perros, gatos y conejos. Por ejemplo, en América en 2012 había unos 78 millones de perros, 86 millones de gatos y 3.5 millones de conejos. El antropomorfismo, la atribución de rasgos humanos a animales, es un aspecto importante de la forma en que los humanos se relacionan con otros animales como las mascotas. Existe una tensión entre el papel de otros animales como compañeros de los humanos y su existencia como individuos con derechos propios; ignorar esos derechos es una forma de especismo.

### Para deporte

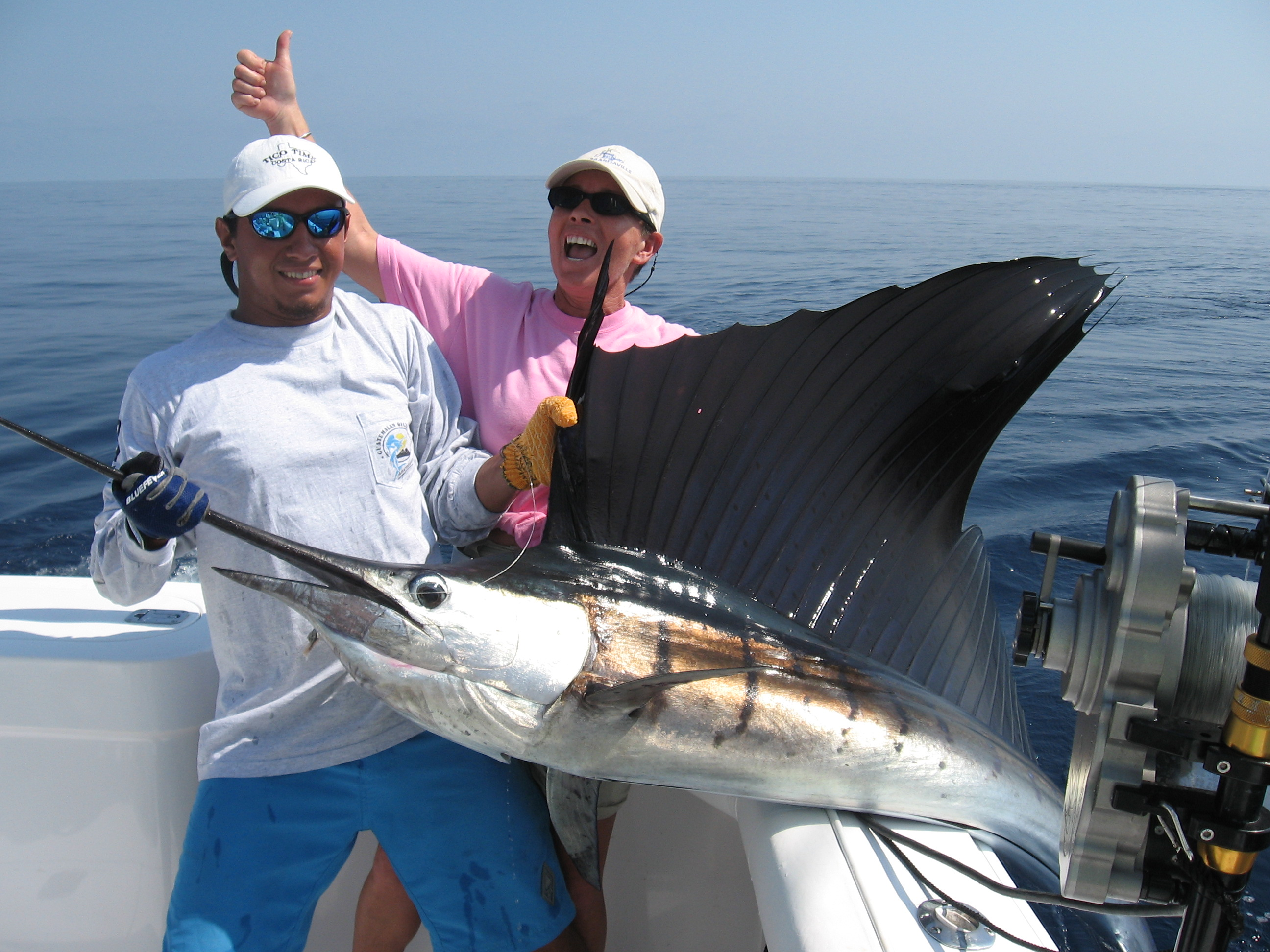
Pesca deportiva

Una amplia variedad de animales no humanos, tanto terrestres como acuáticos, son cazados para deporte.
Los animales acuáticos más frecuentemente cazados para deporte son los peces, incluyendo muchas especies desde grandes depredadores marinos como tiburones y atún, hasta peces de agua dulce como truchas y carpas.
Las aves como perdizes, faisánes y patos, mamíferos como ciervos y jabalíes, están entre los animales de caza terrestres más frecuentemente cazados para deporte y para alimento.

## Usos simbólicos

### En el arte
Los animales no humanos, a menudo mamíferos pero incluyendo peces e insectos entre otros grupos, han sido sujetos del arte desde los tiempos más antiguos, tanto históricos, como en el Antiguo Egipto, como prehistóricos en las pinturas rupestres de Lascaux y otros sitios en el Dordoña, Francia y otros lugares. Imágenes famosas de otros animales incluyen el grabado en madera de Albrecht Dürer de 1515 The Rhinoceros y el retrato de caballo de George Stubbs de c. 1762 Whistlejacket.

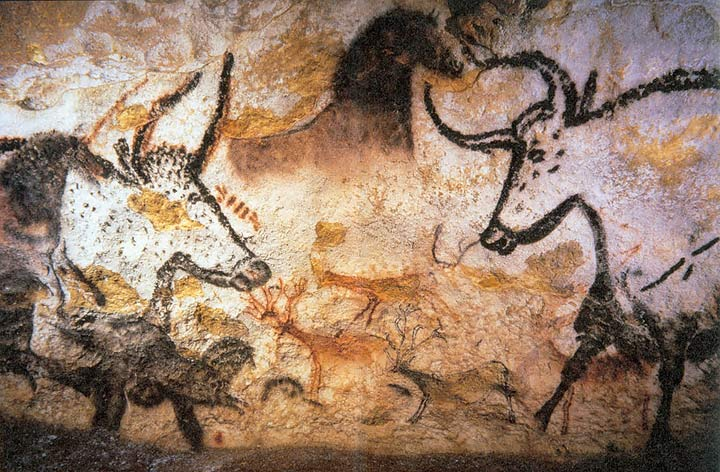
Pintura rupestre del Paleolítico superior de uros, caballos y ciervos, Lascaux, c. 17.300 años.
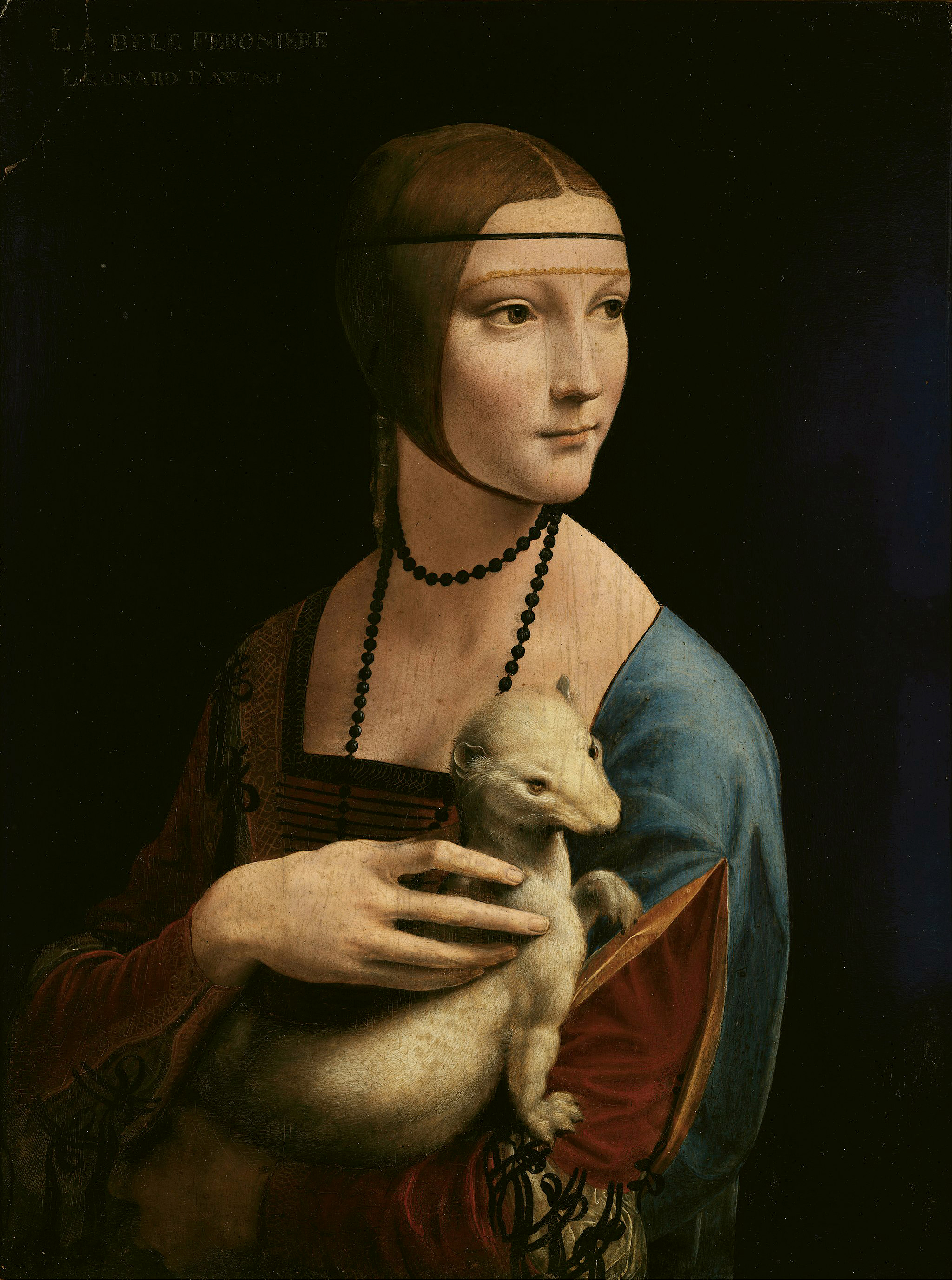
The Lady with an Ermine de Leonardo da Vinci, c. 1490
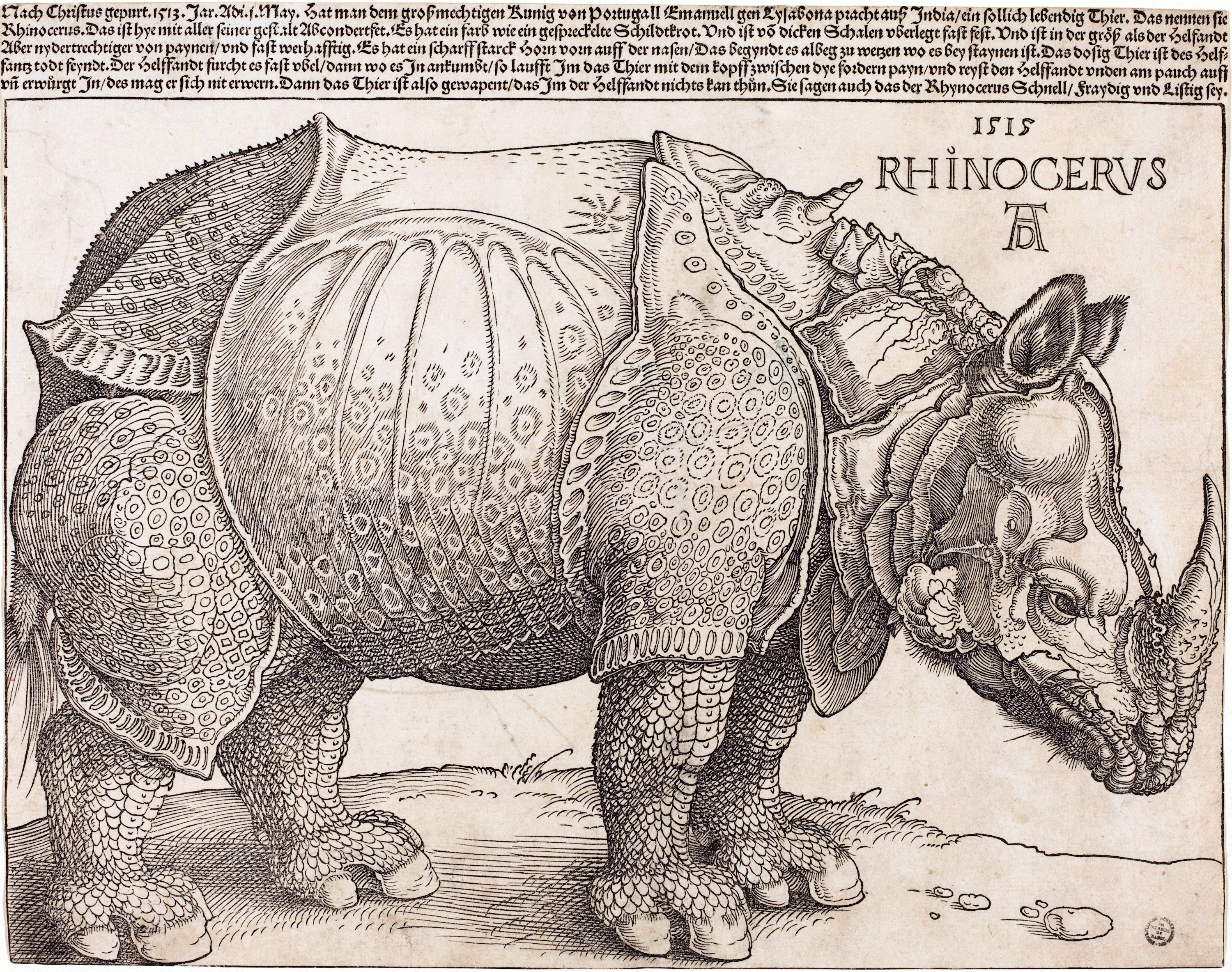
The Rhinoceros de Albrecht Durero (1515)
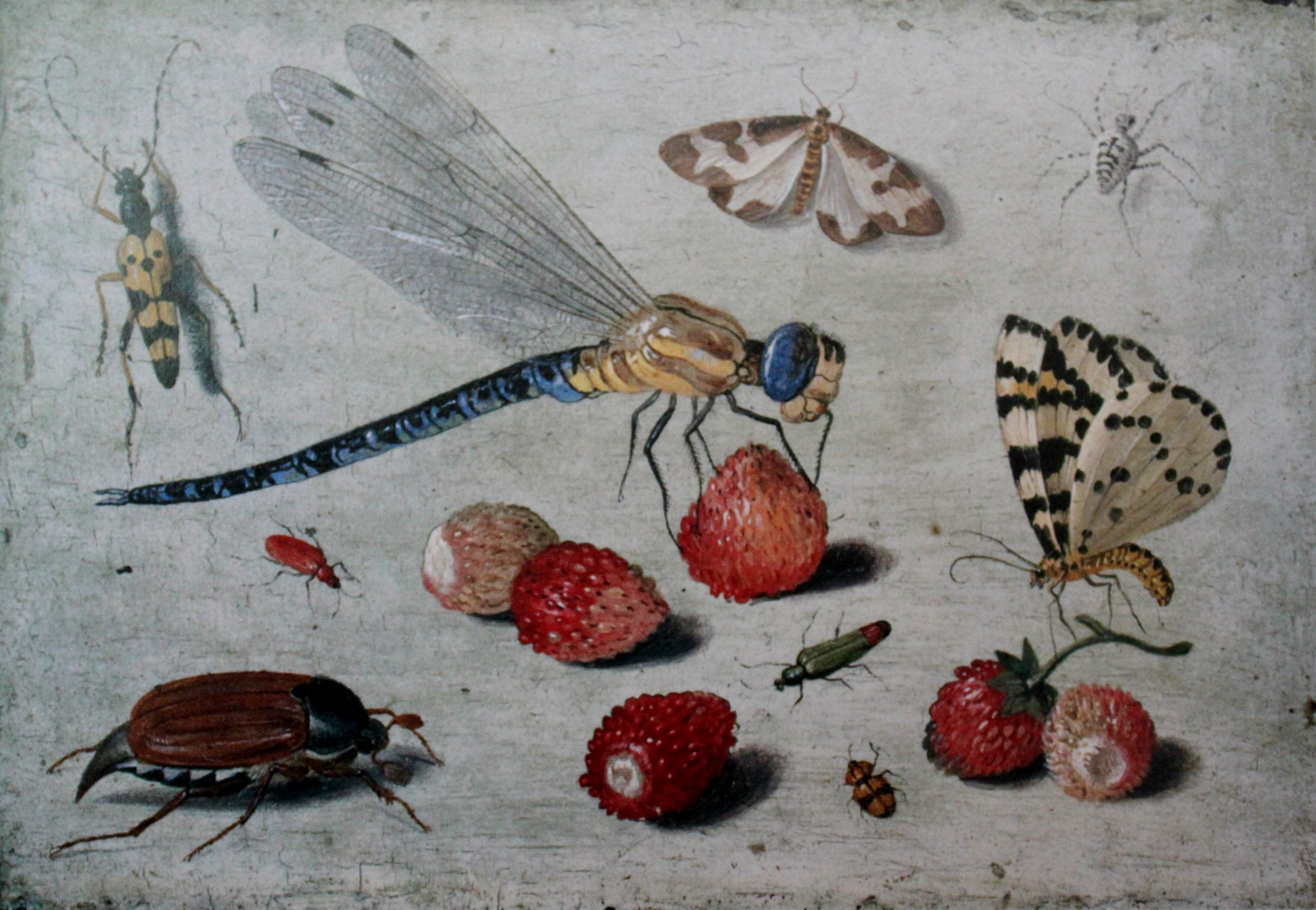
Dragon-fly, Two Moths, a Spider and Some Beetles, With Wild Strawberries, de Jan van Kessel, siglo XVII
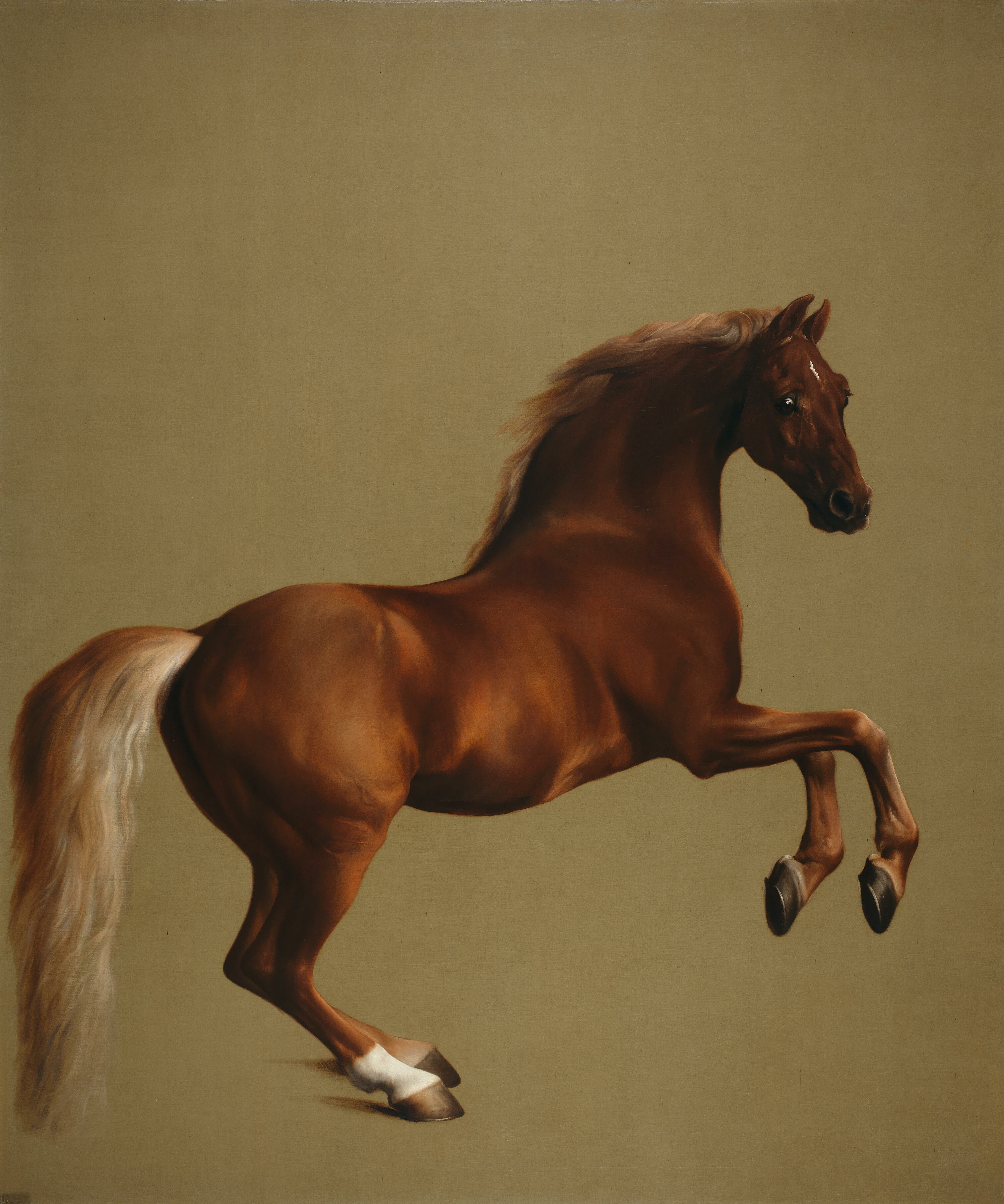
Whistlejacket de George Stubbs c. 1762
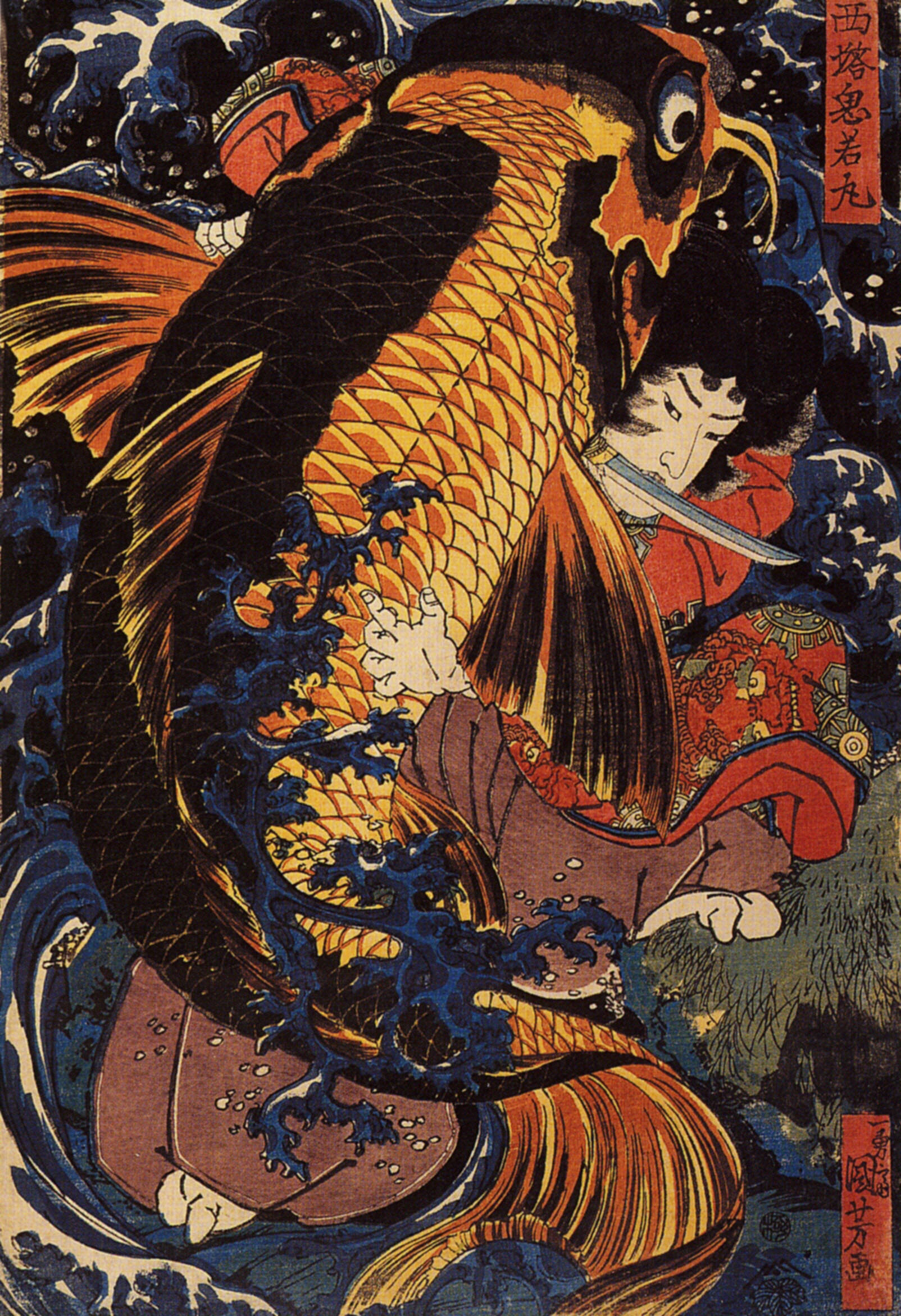
Saito Oniwakamaru fights a giant carp at the Bishimon waterfall, Utagawa Kuniyoshi's, siglo XIX.
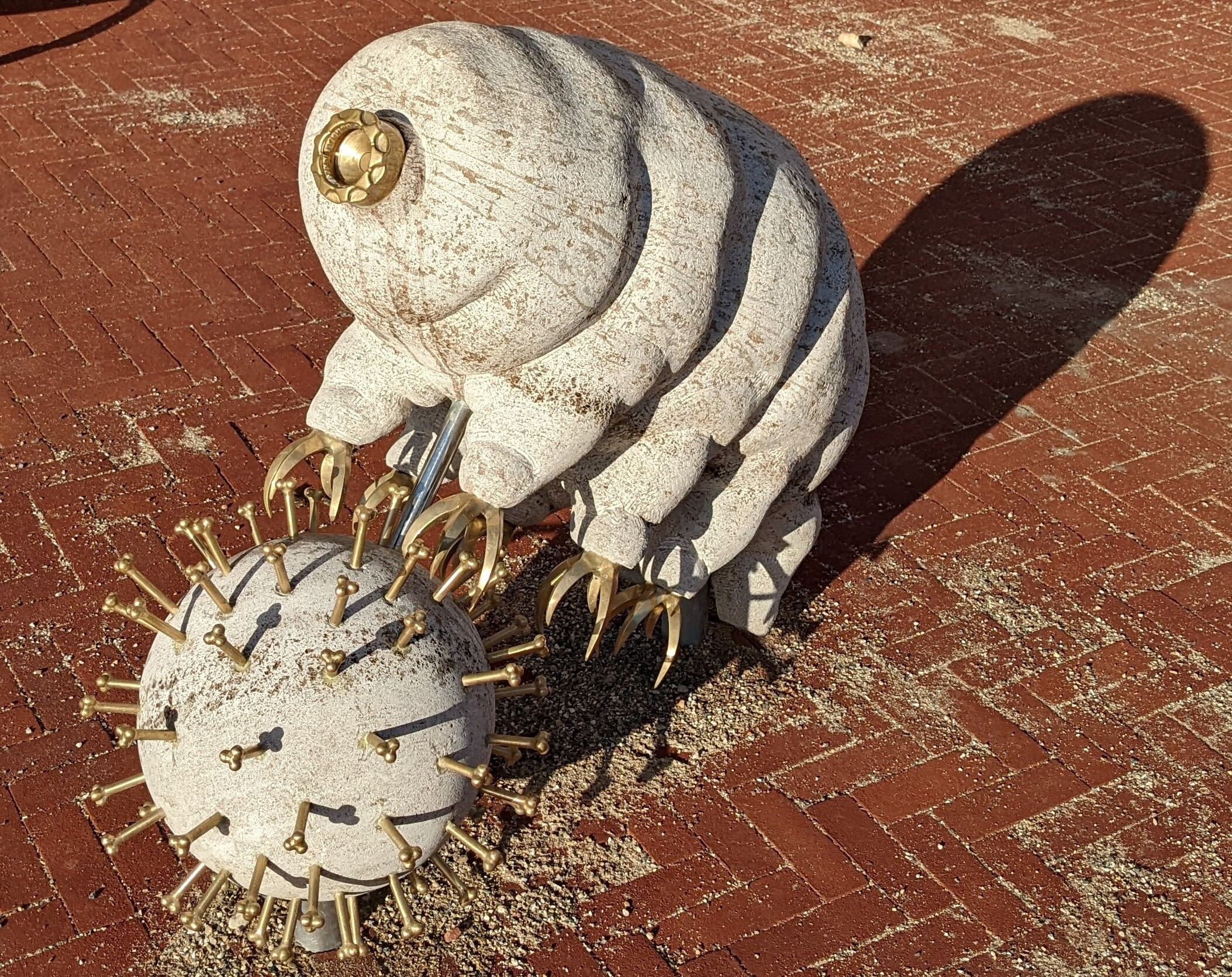
Escultura de un tardígrado (y un coronavirus) de Arno Coenen, Iglesia de San Eusebio, Arnhem, siglo XXI.

### En la literatura y el cine

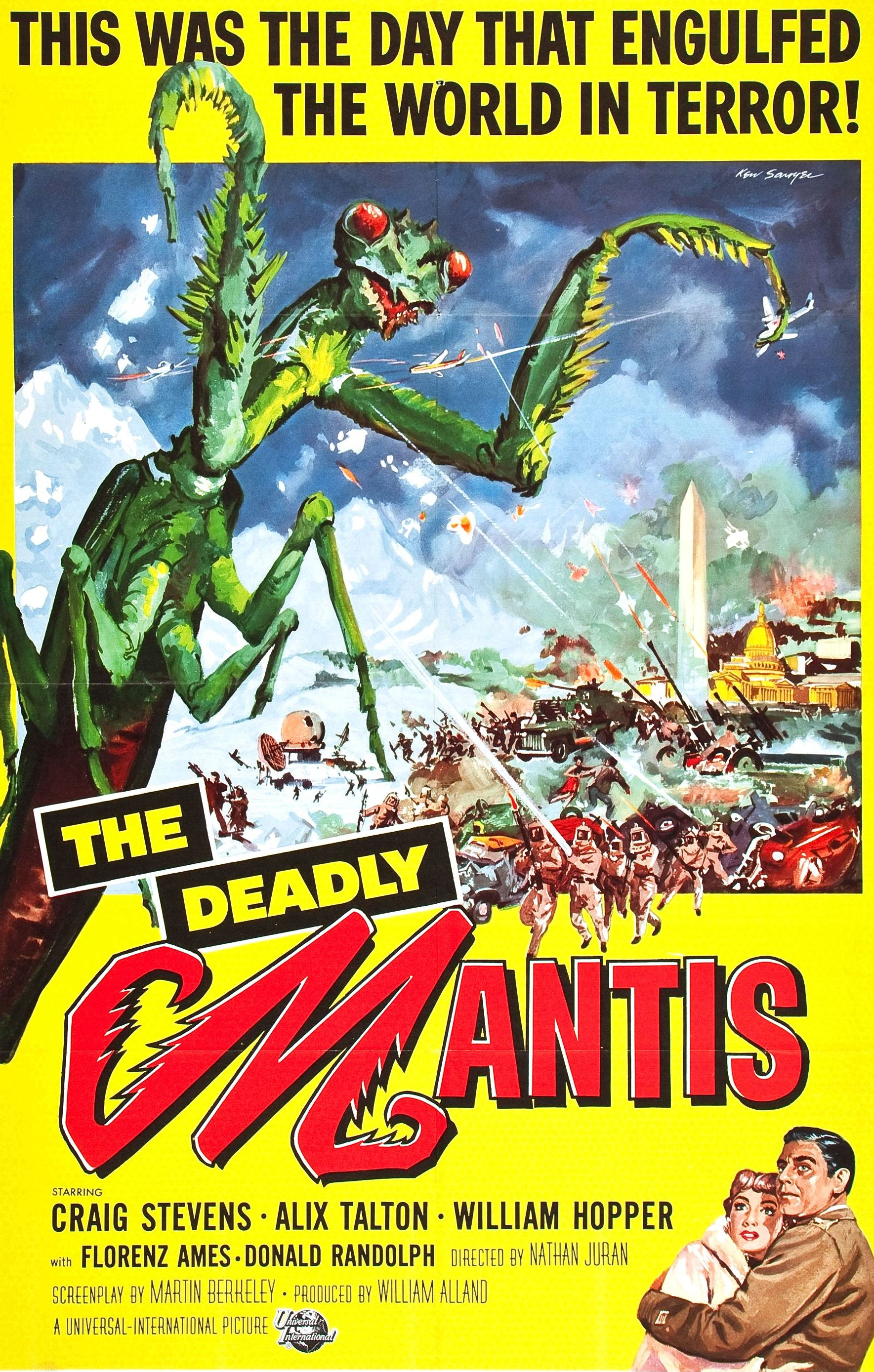
Cartel de The Deadly Mantis, 1957

Animales tan variados como abejas, escarabajos, ratones, zorros, cocodrilos y elefantes desempeñan una amplia variedad de roles en la literatura y el cine, desde las Fábulas de Esopo de la época clásica hasta las Los cuentos de así fue de Rudyard Kipling y los "pequeños libros" de Beatrix Potter comenzando con el El cuento de Pedrito Conejo de 1901.
Un género de películas llamado Grandes insectos, se ha basado en insectos sobredimensionados, incluyendo la pionera de 1954 ¡Ellas!, con hormigas gigantes mutadas por radiació y las películas de 1957 El monstruo alado y Beginning of the End, esta última completa con langostas gigantes y "atroces" efectos especiales.
Las aves han aparecido ocasionalmente en películas, como en la de Alfred Hitchcock de 1963 Los pájaros, basada libremente en el cuento del mismo nombre de Daphne du Maurier, que narra ataques repentinos a humanos por bandadas violentas de aves. La admirada película de Ken Loach de 1969 Kes, basada en la novela de Barry Hines de 1968 A Kestrel for a Knave, cuenta la historia de un chico que alcanza la madurez entrenando a un cernícalo.

### En videojuegos
Los animales aparecen en muchos roles diferentes en los videojuegos, desde PNJ (personaje no jugador) de fondo y enemigos básicos hasta el protagonista de un juego, como en el juego de 2022 Stray. Los videojuegos de mascota virtual, como la serie Nintendogs y el juego móvil Neko Atsume, son un tipo popular de juego donde el jugador cuida de una mascota ficticia, generalmente un perro o gato. En 2019, se creó una cuenta de Twitter llamada Can You Pet the Dog? para documentar si los personajes de perros y gatos en un juego pueden ser acariciados.

### En la mitología y la religión

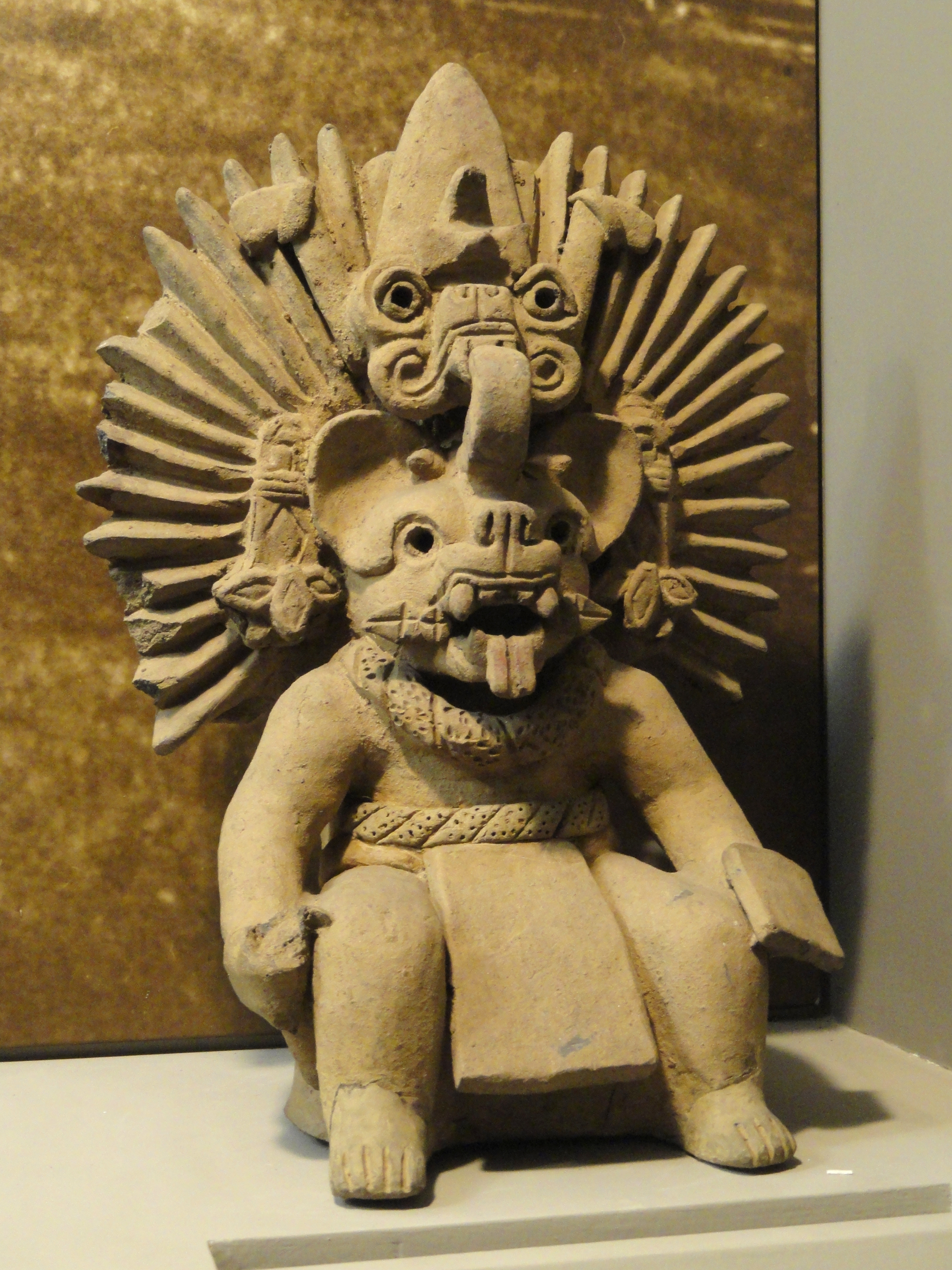
Dios murciélago zapoteca, Oaxaca, 350–500 d. C.

Los animales, incluyendo muchos insectos y mamíferos no humanos aparecen en la mitología y la religión.
Entre los insectos, tanto en Japón como en Europa, desde la antigua Grecia y Roma, una mariposa era vista como la personificación del alma humana, tanto mientras estaban vivos como después de su muerte. El escarabajo era sagrado en el antiguo Egipto, mientras que la mantis religiosa era considerada un dios en la tradición khoi y san del sur de África por su postura de oración.
Entre los mamíferos, el ganado, ciervos, caballos, leones, murciélagos osos y lobos (incluyendo hombres lobo), son sujetos de mitos y culto. Los reptiles también, como el cocodrilo, han sido adorados como dioses en culturas como el Antiguo Egipto y el Hinduismo.
De los doce signos del zodíaco occidental, seis, concretamente Aries (carnero), Tauro (toro), Cáncer (cangrejo), Leo (león), Escorpio (escorpión) y Piscis (pez) son animales, mientras que otros dos, Sagitario (caballo/humano) y Capricornio (pez/cabra) son animales híbridos; el nombre zodiaco de hecho significa un círculo de animales. Los doce signos del zodiaco chino son animales.
En el cristianismo, la Biblia tiene una variedad de símbolos animales, el Cordero es una famosa advocación de Jesús. En el Nuevo Testamento, los Evangelios Marcos, Lucas y Juan tienen símbolos animales, "Marcos es un león, Lucas es un toro y Juan es un águila".